# اوپوروو (استان ووتسکی)
اوپوروو (به لهستانی:  Oporów) یک روستا در لهستان است که در گمینا اوپوروو واقع شده‌است. اوپوروو ۲۸۰ نفر جمعیت دارد.